# Zacatecas (città)
Zacatecas è una città del Messico, capitale degli omonimi municipio e stato.

## Origine del nome
La parola Zacatecas significa "abitanti della terra dove abbonda l'erba". Deriva dalle parole zacatl', che significa "canna, o erba", e dal locativo-co. Entrambe formano il termine Zacatécatl, che significa "abitante di Zacatlán" (un luogo dove abbonda l'erba).

## Storia
La città fu fondata l'8 settembre 1546 e costruita sopra una ricca vena di argento scoperta da Juan de Tolosa lo stesso anno. Questa ed altre miniere nelle vicinanze attrassero molte persone, facendo di questo luogo uno dei principali centri minerari del Messico.
L'argento di Zacatecas, assieme a quello di Potosí in Bolivia, servì per fondere i pesos spagnoli che finanziarono in buona misura la politica europea dell'impero spagnolo.
Il 23 giugno 1914 vi fu combattuta la Battaglia di Zacatecas durante la Rivoluzione messicana tra le truppe rivoluzionarie della División del Norte guidate da Pancho Villa e le truppe federali guidate da Luís Medina Barrón, risoltasi con la decisiva vittoria Villista. Si trattò della più sanguinosa battaglia della campagna per rovesciare il presidente Victoriano Huerta.
Nel corso del XX secolo, l'attività mineraria è molto diminuita, a causa, sia dell'esaurimento dei giacimenti, sia dei prezzi internazionali dell'argento e di altri minerali, il che ha portato l'economia locale a concentrarsi su altre attività come il commercio e i servizi, in particolare la pubblica amministrazione, l'istruzione e negli ultimi vent'anni, il turismo.

## Economia

### Industria
L'attività mineraria ha perso la sua importanza nell'economia odierna del paese, ed infatti l'importante miniera Mina El Edén è stata convertita in un'attrazione turistica che comprende anche una discoteca sotterranea. La città di Zacatecas è quindi meta di vacanze non solo per messicani.

### Turismo
I turisti visitano Zacatecas soprattutto in settembre per la Feria nacional de Zacatecas ed in primavera durante la settimana di Pasqua.
A sovrastare la città da un'altezza di 150 mt. c'è il Cerro de la Bufa, una conformazione rocciosa coronata da una cappella, luogo popolare per camminate e visite turistiche.

## Amministrazione
Come nella maggior parte dei comuni del Messico, il sindaco e la giunta comunale vengono eletti ogni tre anni, è composto dal presidente minicipal (il sindaco), un fiduciario e dal consiglio composto da venti consiglieri, dodici dei quali eletti a maggioranza e otto secondo il principio della rappresentanza proporzionale.
| Periodo   | Nome sindaco                     | Partito o coalizione |
| --------- | -------------------------------- | -------------------- |
| 1980-1981 | J. Benito López Domínguez        | PRI                  |
| 1981-1982 | José Escobedo Domínguez          | PRI                  |
| 1983-1985 | Jesús Manuel Díaz Casas          | PRI                  |
| 1985      | J. Antonio Villa Fonseca         | PRI                  |
| 1986-1988 | Raúl Rodríguez Santoyo           | PRI                  |
| 1989-1992 | Jesús Manuel Díaz Casas          | PRI                  |
| 1992-1995 | Javier Suárez del Real Berumen   | PRI                  |
| 1995-1997 | José Manuel Maldonado Romero     | PRI                  |
| 1997-1998 | Julián Ibargüengoytia Cabral     | PRI                  |
| 1998-2000 | Magdalena Núñez Monreal          | PRD                  |
| 2000-2001 | Pedro Goytia Robles              | PRD                  |
| 2001-2004 | Miguel Alonso Reyes              | PRD                  |
| 2004-2007 | Gerardo de Jesús Félix Domínguez | PRD                  |
| 2007      | Abel Zapata Ibarra               | PRD                  |
| 2007-2010 | Cuauhtémoc Calderón Galván       | PAN                  |
| 2010      | Jesús López Zamora               | PAN                  |
| 2010-2013 | Arnoldo Alfredo Rodríguez Reyes  | PRI PVEM Panal       |
| 2013-2016 | Carlos Aurelio Peña Badillo      | PRI                  |
| 2016      | Alfredo Salazar de Santiago      | PRI                  |
| 2016-2017 | Catarino Martínez Díaz           | INTERIM              |
| 2017-2018 | Judit Guerrero López             | PRI PVEM Panal       |
| 2018-2021 | Ulises Mejía Haro                | PT Morena PES        |
| 2021-2021 | Salvador Estrada González        | INTERIM              |
| 2021-2024 | Jorge Miranda Castro             | PT PVEM Morena Panal |
| 2024-2027 | Miguel Ángel Varela Pinedo       | PAN PRI PRD          |

## Demografia
Secondo l'Instituto Nacional de Estadística y Geografía (INEGI), Zacatecas nel 2020, aveva una popolazione di 14.9607 abitanti (che rappresentano l'8,53% della popolazione dello stato e una densità di popolazione di 420,09 abitanti/km²), di cui 71.972 uomini e 77.635 donne. Ha anche 454 persone di origine indigena: Otomí (168); Zapotechi (108); Huastecos (66); Mayas (46); Náhuatl (42) e Chichimecos Jonáz (24).
| Anno | 1900  | 1910  | 1921  | 1930  | 1940  | 1950  | 1970  | 1990  | 1995   | 2000   | 2005   | 2010   | 2020   |
| --- | ----- | ----- | ----- | ----- | ----- | ----- | ----- | ----- | ------ | ------ | ------ | ------ | ------ |
| Popolazione | 32866 | 25900 | 15462 | 18800 | 21846 | 30211 | 31701 | 50251 | 100051 | 113947 | 122889 | 129011 | 138944 |
| Fonte: INEGI, Zacatecas insieme a Guadalupe formano l'area metropolitana Zacatecas-Guadalupe, che insieme hanno un totale di 405.285 abitanti |       |       |       |       |       |       |       |       |        |        |        |        |        |

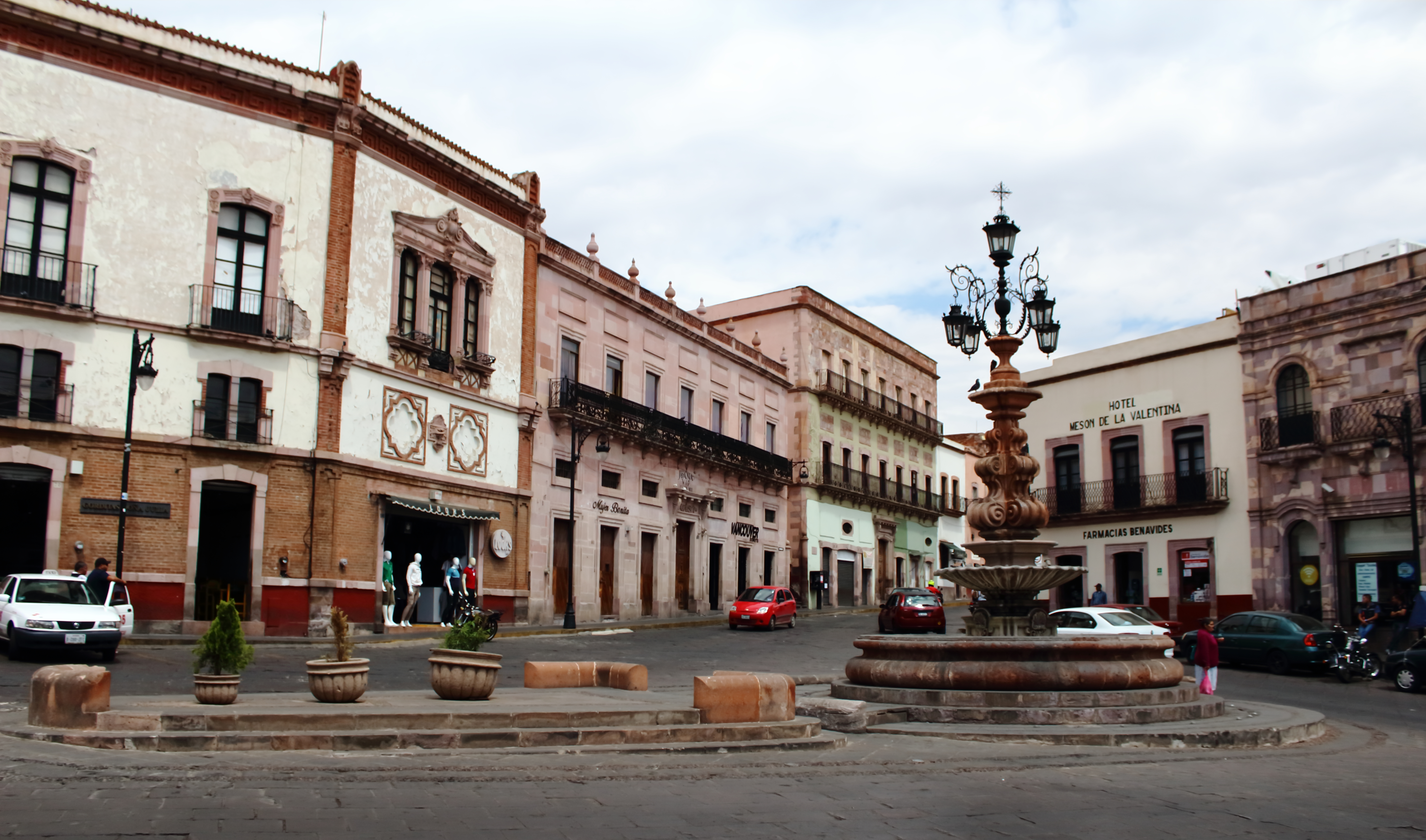
Calle Tacuba e la Fuente de los Faroles

Il comune di Zacatecas, in totale è composto da 70 frazioni, le principali e il loro numero di abitanti nel 2020 sono i seguenti:
| Località                           | Abitanti |
| ---------------------------------- | -------- |
| Zacatecas (capolugo)               | 138 444  |
| Cieneguillas                       | 2 753    |
| González Ortega (Machines)         | 944      |
| La Pimienta                        | 941      |
| Picones                            | 840      |
| Benito Juárez (San Cayetano)       | 820      |
| Francisco I. Madero                | 728      |
| García de la Cadena (El Visitador) | 625      |
| El Maguey                          | 453      |
| Las Chilitas                       | 432      |
| Totale nel Municipio               | 149 607  |

## Geografia
Idrografia: Il territorio comunale di Zacatecas confina con due regioni idrologiche: Lerma-Santiago e El Salado. I corsi d'acqua principali sono: Machines-Chilitas, La Joya-Cieneguitas, Las Boquillas, De Abajo, El Crespo-El Molino, Temazcales-Manzanillas ed El Tezcal. I principali laghi presenti nel comune sono le dighe di Las Chilitas, Calerilla e El Mirador.
Orografia: La città sorge su un territorio montuoso, con un'altitudine media di 2.440 metri sul livello del mare. A nord della città, verso il municipio di Vetagrande, le altitudini superano questo livello. Il Cerro de La BUfa, vicini al centro città, arriva fino a 2690mt, mentre il Cerro Grande, contrariamente al suo nome è il più basso con 2370mt.

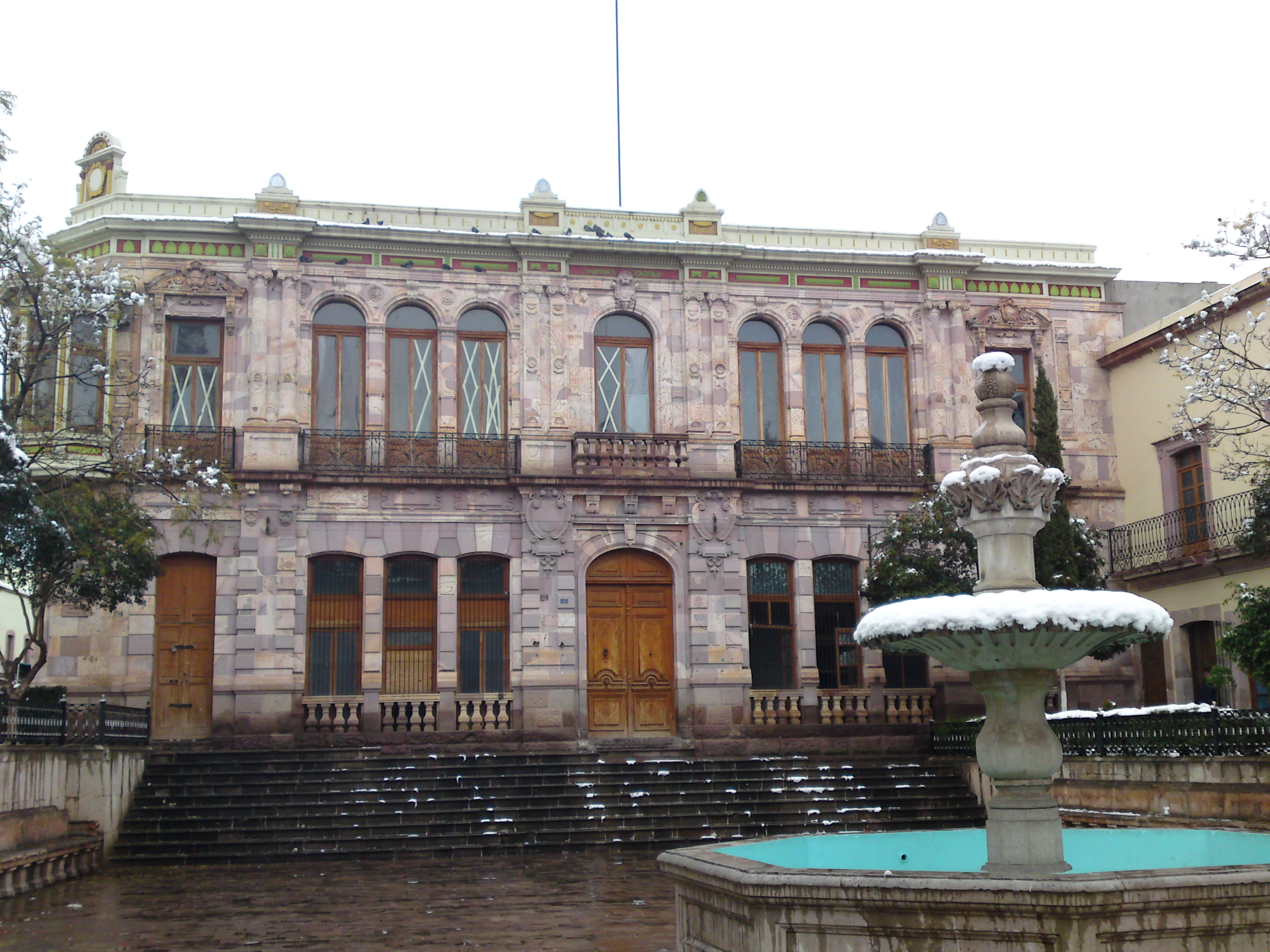
Zacatecas con la nevicata del 15 gennaio 2010

Clima: Secondo la classificazione climatica di Köppen, Zacatecas ha un clima semiarido freddo (BSK), con precipitazioni in estate e all'inizio dell'autunno che ammontano a circa 400 mm di precipitazioni. Data la sua altitudine (2442mt.), la città ha clima moderato o fredde durante tutto l'anno, con una media di 13,8 °C. Tuttavia, è comune che nelle notti invernali (novembre-febbraio), si verifichi un improvviso calo delle temperature (generalmente dopo le 17:30) a causa dell'altitudine della città, con temperature che possono scendere sotto gli 0 °C. Le ultime nevicate significative si sono verificate il 12 dicembre 1997, il 15 gennaio 2010, il 27 gennaio 2016, il 9 marzo dello stesso anno, l'8 dicembre 2017, giorno in cui è stata raggiunta una temperatura minima di -12 °C nell'area metropolitana dell'entità e una sensazione termica notturna di -16 °C, nonché il 2 gennaio 2021 e il 23 novembre 2023.
| Mesi                   | Gen. | Feb. | Mar. | Apr. | Mag. | Giu.. | Lug. | Ago. | Set. | Ott. | Nov. | Dic. |
| ---------------------- | ---- | ---- | ---- | ---- | ---- | ----- | ---- | ---- | ---- | ---- | ---- | ---- |
| Temperatura massima °C | 23   | 27   | 32   | 38   | 40   | 36    | 31   | 29   | 25   | 28   | 26   | 23   |
| Temperatura minima °C  | -5   | 6    | 8    | 10   | 12   | 8     | 10   | 11   | 9    | 10   | 7    | -12  |
| Piogge millimetri      | 20   | 16   | 4    | 1    | 19   | 87    | 128  | 85   | 114  | 37   | 17   | 20   |
| Giorni di neve         | 1    | 0    | 0    | 0    | 0    | 0     | 0    | 0    | 0    | 0    | 1    | 1    |

## Luoghi di interesse

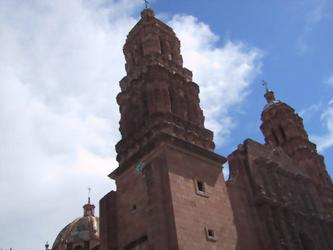
La cattedrale di Zacatecas

L'intero centro storico della città è in stile coloniale spagnolo, situato in una gola stretta e profonda, 2450 mt. sul livello del mare, con piccole stradine (callejones in spagnolo) che salgono sui ripidi versanti, e case dai tetti bianchi e piatti. Il centro coloniale è dal 1993 patrimonio dell'UNESCO e presenta palazzi con elaborate decorazioni, strade di ciottoli, e lanterne in ferro battuto. Quartieri più moderni sono situati lontani dal centro ed hanno zone povere ed alcune comunità chiuse molto ricche.
Il centro della città è Plaza de Armas, una piccola piazza circondata dalla cattedrale e dal palazzo del governatore. Molte altre piazzette, assieme a parchi (jardines), costellano la città. Tra questi il Jardín de la Independencia ed il minuscolo (19 m²) Jardín de Juárez.
La Catedral Basílica de Zacatecas è un edificio di pietra rossa (cantera) molto elaborato, i cui ricchi interni furono oggetto di rapine durante le guerre civili del diciannovesimo e del XX secolo. La città abbonda di chiese, molte delle quali sono state ora convertite in gallerie d'arte o musei.
Il mercato González Ortega è un ex mercato di epoca porfiriana trasformato in mercato turistico 25 anni fa.

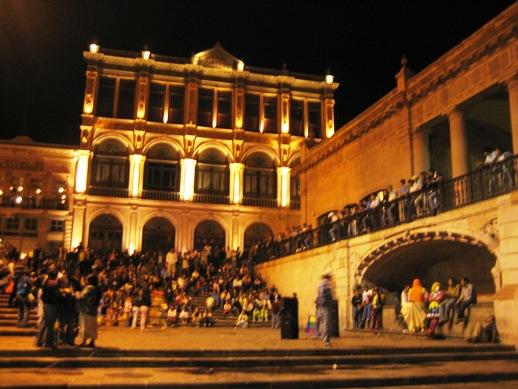
Teatro Fernando Calderon immagine notturna

Il Teatro Fernando Calderón, costruito tra il 1891 e il 1897, è uno storico edificio in stile classico francese.

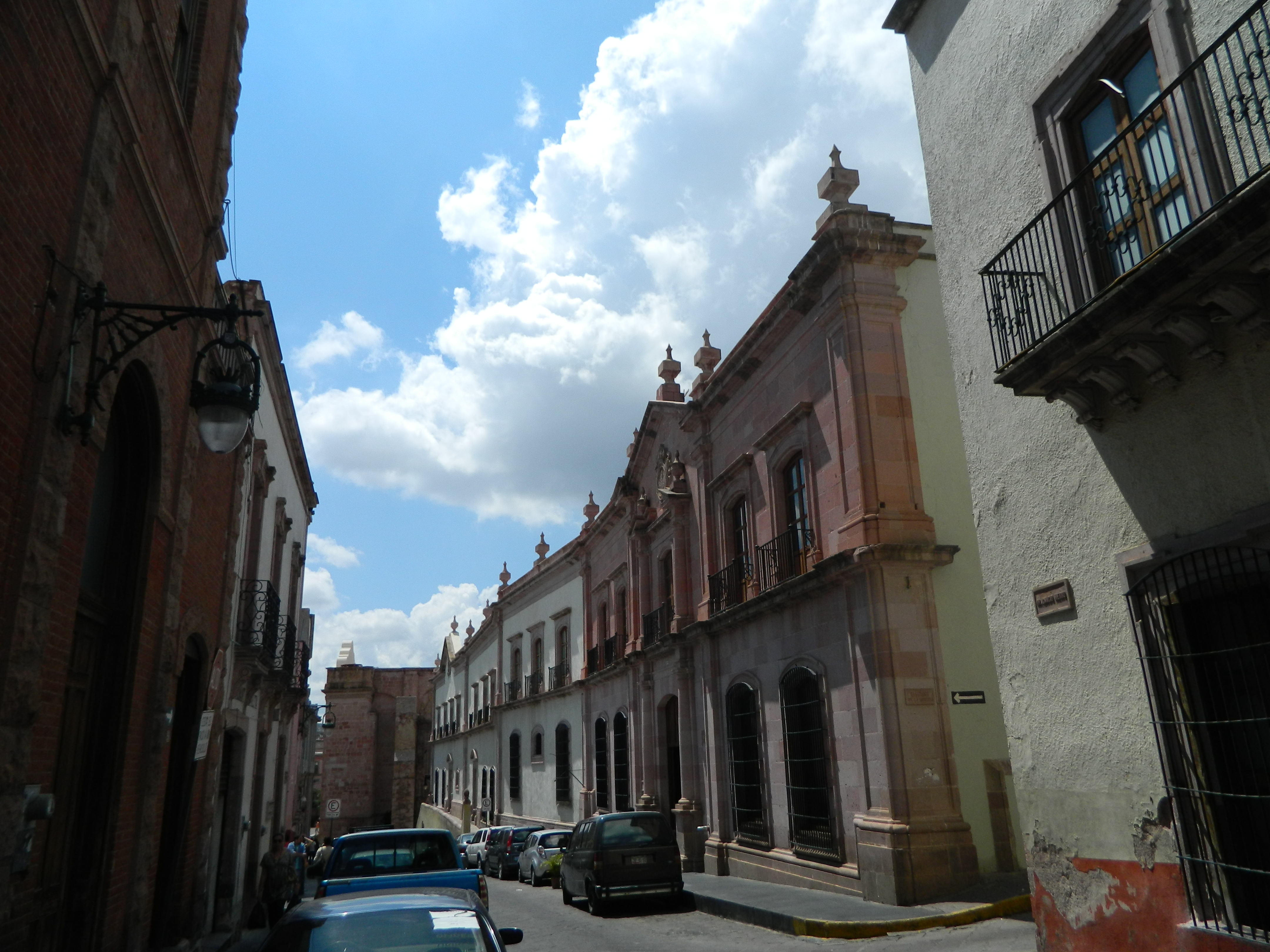
Antigua Casa de Moneda de Zacatecas

Museo Zacatecano: L'edificio in questione era la Casa de la Moneda, costruita all'inizio del XIX secolo e secondo centro di coniazione più importante del Paese. Costruito in stile neoclassico, l'edificio servì nel corso degli anni anche come residenza e sede di uffici governativi e di un partito politico. La Casa de la Moneda entrò in funzione nel 1810 e mantenne questa funzione fino al 1905. Le sue mostre illustrano la storia di Zacatecas e del Messico in generale.
Parroquia de Santo Domingo: Conserva il pavimento in legno e gran parte delle opere d'arte presenti in oro.

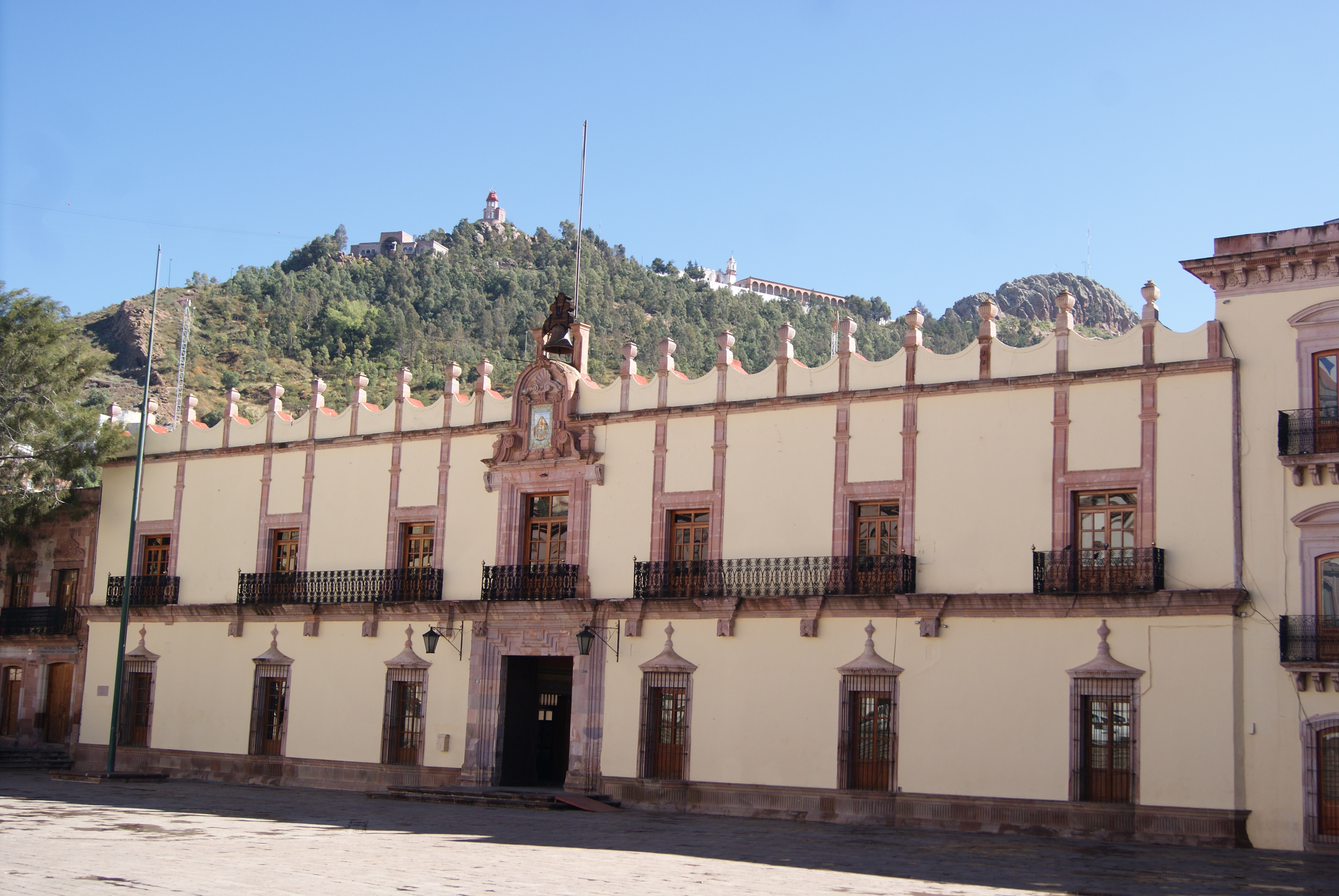
Palacio de Gobierno de Zacatecas

Palacio de Gobierno Estatal: Situato nel centro della città sulla storica Plaza de Armas di fianco alla Cattedrale.
Casa de la CulturaJuridica de Zaatecas: La sua biblioteca possiede la più vasta collezione di libri su argomenti giuridici a disposizione della popolazione per la consultazione.
Instituto Regional del Patrimonio Mundial en Zacatecas: È l'istituto che si occupa della Convenzione relativa alla protezione del patrimonio culturale e naturale mondiale del 1972, in Messico, America Centrale e Caraibi, ed in particolare in questo caso della città di Zacatecas.
Fuente delos Faroles: È una fontana con 5 lampade in ferro battuto, (faroles), ubicata al centro di una piazza.
Fuente de Los Conquistadores: Emblematica fontana in stile barocco scolpita nella pietra, rende omaggio agli scopritori delle miniere di Zacatecas. Costruita con una pianta quadrangolare, con un arco semicircolare modanato su ciascun lato, ciascuna delle sue quattro facce è dedicata a un conquistatore e sono riccamente scolpite e decorate. Sotto i nomi scolpiti nella pietra, si può leggere una breve descrizione del ruolo che ciascuno ebbe nelle origini della città. In cima si trova una croce in pietra su una sfera. Fu inaugurata nel 1982.
Monumento a los Mineros Zacatecanos: Costruito in onore di tutti quei lavoratori che hanno estratto e continuano ad estrarre dalle miniere delle terre zacatecane, gli innumerevoli giacimenti che hanno fatto la ricchezza della città.

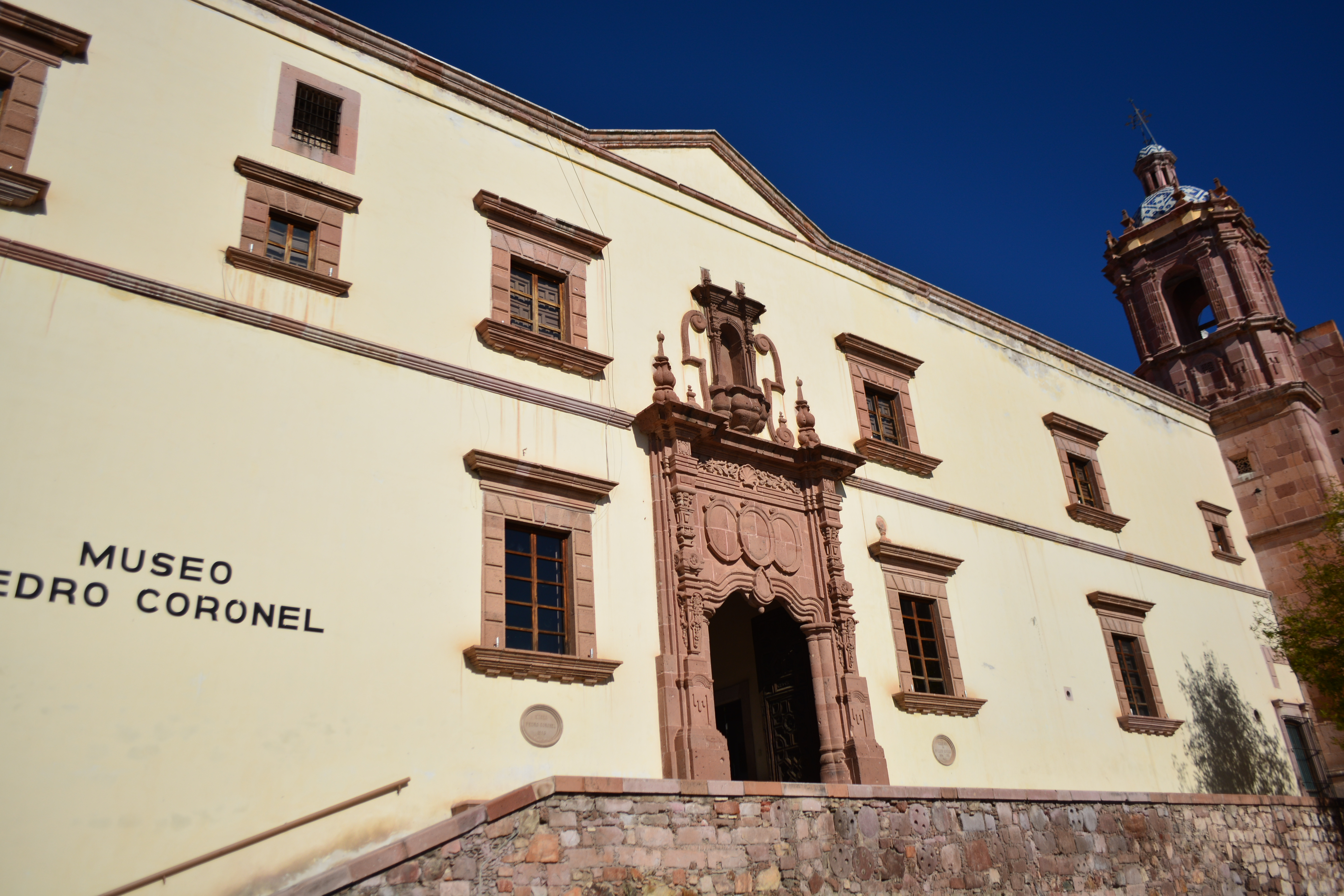
Museo Pedro Coronel

Museo Rafael Coronel ex Convento di San Francesco: Situato nell' edificio che ospitava il Convento di San Francesco, la cui costruzione iniziò nel XVI secolo e fu completata nel XVIII secolo, inaugurato nel 1990 e ampliato nel 2000, la sua collezione di maschere è considerata la più grande al mondo. Ospita anche una collezione di opere di Diego Rivera.
Museo de Arte Abstracto Manuel Felguerez: Installato nell'antico Seminario della Purísima Concepción (XIX secolo) e che fu poi una prigione durante parte del XX secolo, il Museo di Arte Astratta ha tra le sue collezioni un'ampia mostra antologica di Manuel Felguérez, così come un'importante collezione collettiva di dipinti astratti di artisti che vanno dalla Generazione della Rottura (gli anni Cinquanta) ai giorni nostri.
Acueducto de Zacatecas: È comunemente noto come "Acquedotto El Cubo". La struttura fu costruita in pietra rosa, una caratteristica comune della zona, verso la fine del XVIII secolo, sebbene i lavori fossero ancora in corso all'alba del XIX secolo, all'inizio della storia del Messico indipendente, per essere terminato poco dopo. Gli archi laterali sono stati aggiunti in seguito, in quanto la struttura cominciò a presentare problemi strutturali, (pende visibilmente sulla destra).
Plaza de Toros San Pedro: Ex Plaza de Toros dove venivano svolte le corride, risalente al XIX secolo, oggi è un hotel di lusso.
Templo de San Juan de Dios: Costruito nel 1604 è stato realizzato in pietra di cava e sulla facciata è incisa la scritta: “Sacro Santa et Romana Lateranesis Basilica”.
Convento de Nuestra Señora de Guadalupe: Fondato nel 1707 da fra Antonio Margil de Jesús, dell'Ordine dei Frati Minori, e dedicato a Nostra Signora di Guadalupe. Fu il collegio cristiano più importante delle Americhe nel XVIII secolo.
Santuario de Nuestra Señora del Patrocinio: Situata quasi in cima al colle Bufa, è la dimora della patrona di Zacatecas: Nostra Signora del Patrocinio. Questa immagine si festeggia il 15 settembre. È stata restaurata nel gennaio 2007.
Templo de Nuestra Señora de Fátima: La costruzione iniziò nel 1950 e fu progettata da José Luis Amezcua Sahagún, una replica del Santuario costruito a Fátima, in Portogallo.
Mina "El Edén": È una vecchia miniera ormai in disuso, alcuni piani sotterranei sono stati messi in sicurezza è aperti al pubblico con un percorso guidato, al suo interno in sala è stata ricavata anche una discoteca.

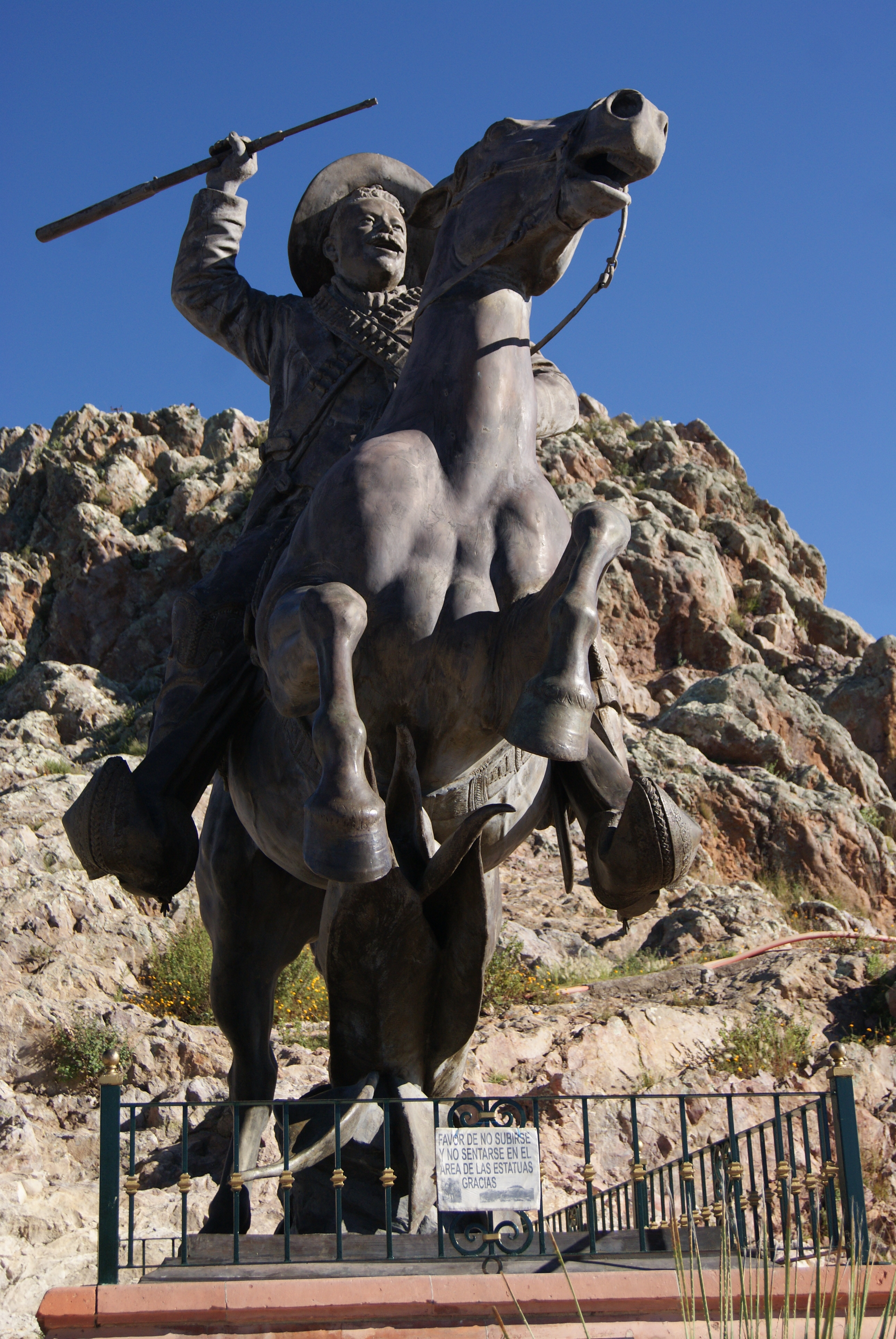
Monumento a Pancho Villa in cima al Cerro de la Bufa

Cerro de la Bufa: Il Cerro de la Bufa è un'altura di 150mt. situata a est del centro storico della città di Zacatecas, famosa per essere stata teatro di un'importante battaglia della Rivoluzione messicana: la presa di Zacatecas, avvenuta il 23 giugno 1914. La collina è anche riconosciuta come Patrimonio dell'Umanità. È il punto di arrivo del Teleferico de Zacatecas. 

## Istruzione
Zacatecas ospita la Universidad Autónoma de Zacatecas (UAZ) e una sede del Instituto Tecnológico y de Estudios Superiores de Monterrey (ITESM).

## Tradizioni culturali
Le feste di Zacatecas sono caratterizzate dalle note risuonanti e allegre del tamburo, che si possono apprezzare nelle tradizionali callejoneadas (sfilate di strada) che percorrono le vie, le piazze, i campi e i vicoli del centro storico della città.
8 settembre: Si commemorano la Virgen de los Zacatecas (patrona principale), la cui immagine si trova nella Cattedrale, e la Vergine del Patrocinio (patrona speciale).
Feria Nacional de Zacatecas: Si tratta di una fiera culturale e artistica che comprende anche corride presso l'arena Monumental de Zacatecas, mostre artigianali, commerciali e di bestiame, balli, charreadas, (esibizioni a cavallo), corse di cavalli e rassegne gastronomiche.
Festival Cultural de Zacatecas: Si tiene durante le festività della Settimana Santa, è un evento artistico e culturale che unisce letteratura, poesia, musica, pittura e cinema. Riunisce musicisti, cantanti, ballerini, scrittori, artisti visivi e accademici nazionali e internazionali nella capitale di Zacatecas.
Teatri: Il Teatro Fernando Calderón, costruito tra il 1891 e il 1897 in stile classico francese, è attualmente gestito dalla UAZ (Università Autonoma de Zacatecas) e ospita presentazioni e forum dell'università. Il Teatro Ramón López Velarde, di maggiore importanza commerciale, ospita spettacoli di diverse compagnie teatrali di Città del Messico. Infine, c'è il Teatro dell'IMSS, che ospita principalmente spettacoli per bambini e di beneficenza.
Calcio: Dopo 10 anni senza una squadra nelle massime divisioni del calcio messicano, la squadra campione dell'Ascenso MX dell'Estudiantes Tecos è arrivata a qualificarsi con il nome di "Mineros de Zacatecas", giocando le partite casalinghe allo stadio Carlos Vega Villalba.

## Infrastrutture e trasporti

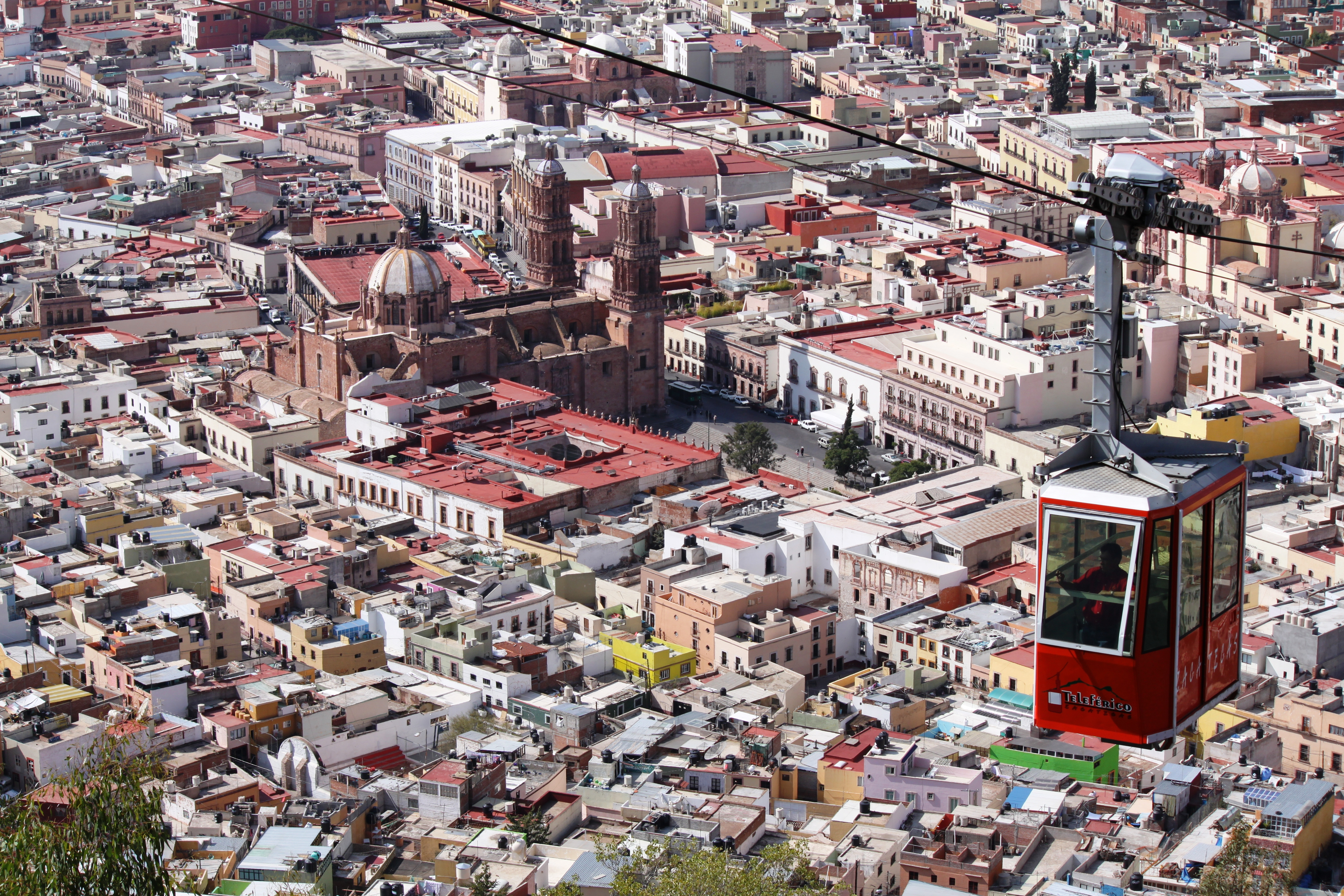
Teleferico de Zacatecas sorvolando la città

Teleferico: Lo storico Teleferico de Zacatecas, venne inaugurato il 3 ottobre 1979. La sua costruzione iniziò anch'essa nell'ottobre del 1977è stato il primo teleferico ad entrare in funzione in Messico, collega il centro storico della città con la cime del Cerro de La Bufa. 
Autobus extra-urbani: La "Central de Autobuses de Zacatecas Roberto Díaz Herrera" si trova a 4km. dal centro storico, ha partenze di prima classe per: Città del Messico, Durango, Aguascalientes, San Luis Potosì, Ciudad Juarez e altre, mentre vi sono partenze di seconda classe per Aguascalientes e Fresnillo. Autobus di seconda classe molto più economici per Fresnillo e Guadalupe passano lungo Bul. Adolfo Lopez Mateos e fremano all'altezza di Bicentenario, ogni 15 minuti circa.
Treno: La moderna stazione di Zacatecas, costruita nel 1966 dal governo del presidente Gustavo Díaz Ordaz, si trova a soli 2km. dal centro storico è ubicata sulla linea Citta del Messico-Ciudad Juarez e Zacatecas-Durango, dal 1999 anno della privatizzazione dei servizi ferroviari, non vi sono più treni passeggeri, ma solo servizi merci che sono svolti dalla Ferromex. Di fronte alla stazione è monumentata la grande locomotiva a vapore N°30-30, che svolgeva servizio sulla linea per Ciudad Juarez.

### Aeroporto
- Aeroporto Internazionale di Zacatecas è situato nel comune di Victor Rosales (Calera) a 24km. di distanza dalla citta, (Codici IATA: ZCL - Código OACI: MMZC - Código DGAC: ZCL), ha voli nazionali solo per Città del Messico e Tijuana e voli internazionali per gli USA, Chicago-Midway, Dallas/Fort Worth, Los Ángeles, Oakland e per  San José (California).